# Mikael Tellqvist
Mikael Karl Tellqvist (Sundbyberg, 19 settembre 1979) è un ex hockeista su ghiaccio svedese.

## Palmarès

### Olimpiadi
- Oro a Torino 2006.